# Batallón de Infantería Blindado Nº 13
El Batallón de Infantería Blindado Nº 13, abreviado Bn de I Blin Nº13 o Bb.I.14, es una unidad militar de Uruguay que combina infantería mecanizada y caballería blindada. El batallón está subordinado a la Brigada de Infantería Nº 5 a su vez dependiente de la División de Ejército II.

## Historia
El Batallón de Infantería Blindado N°13 fue creado el 22 de noviembre de 1904, luego de firmada la "Paz de Aceguá", bajo la denominación de "Batallón 7º de Infantería". Inicialmente un Batallón normal de Infantería de Línea, pasa a ser en 1930
custodia del Arsenal de Guerra para, a partir de la llegada
de blindados en 1958, transformarse en elemento principal de la Reserva del Comandante en Jefe del Ejército.
El 1º de septiembre de 1904 es herido de muerte durante la Batalla de Masoller el caudillo revolucionario Aparicio Saravia, lo que marca el fin de la guerra. Firmada la Paz de Aceguá el país comienza a transitar una nueva etapa, que se quiere definitiva, de paz y concordia entre los orientales. En el mes de noviembre, el gobierno refuerza la presencia militar en puntos que se consideran sensibles, y
para ello necesita crear 3 nuevas Unidades: los Regimientos de Caballería Nº 7 y Nº 8 y el Batallón Nº 7 de Infantería. Por decreto del Poder Ejecutivo de fecha 22 de noviembre de
1904, se creaba así un nuevo Batallón de Infantería que se sumaba a los 6 existentes en
ese entonces, designándose como primer Jefe del mismo al teniente coronel Don José Nicolao, quien desempeñaría el cargo durante 15 años.

### Guarnición en Colonia y Minas
El 24 de febrero de 1919 el coronel Nicolao era reemplazado por el coronel Alberto Guerra en el comando del 7º. Poco después la Unidad abandonó su cuartel de Montevideo, marchando a guarnicionar la Ciudad de Colonia del Sacramento, adonde llega en marzo de 1919.En ese período el Batallón de Infantería Nº 7 mantuvo dos destacamentos de 1 Compañía: en la localidad de Carmelo y en la Villa de Juan Lacaze, entonces Puerto Sauce. A partir de 1927 mantiene un pequeño destacamento de 8 hombres en Juan Lacaze y de 22 hombres en Carmelo.
A fines de diciembre de 1929, siendo Jefe de la Unidad el Teniente Coronel don Oscar Olave, la misma se prepara para abandonar la guarnición de Colonia, cambiando cuarteles con el Batallón de Infantería Nº 11 (hoy Batallón “Oriental” de Infantería Mecanizado Nº 4) que estaba destacado en Minas desde 1919.
En enero de 1930, el Batallón de Infantería Nº 7 destacó a la 1ª Compañía para ocupar el cuartel de la ciudad de Maldonado, mientras que el resto del Batallón pasó a cubrir la guarnición de Minas. Habiendo llegado a esta última ciudad, desprendió un destacamento a la Villa de Aiguá, departamento de Maldonado.

### Custodia del Arsenal de Guerra (1930-1958)
Cerca de un año ocupa la Unidad la guarnición minuana y, a fines de 1930, cambia de guarnición nuevamente. Esta vez con el entonces Batallón de Infantería Nº 15 (hoy Batallón “Brigadier General Juan A. Lavalleja” de Infantería Nº 11) que se encontraba en Montevideo.
A partir de entonces la Unidad asumirá por muchos años, la misión de batallón-custodia del Arsenal de Guerra, antiguo Parque Nacional, hoy Servicio de Material y Armamento.
Con la nueva misión asignada a la Unidad ésta pasa a ocupar el Cuartel ubicado en la Avenida 8 de Octubre y Presidente Berro, Montevideo, compartiendo las instalaciones del Arsenal de Guerra.

### La reorganización del Ejército Nacional de 1939
En un importante marco de reorganización del Ejército Nacional se crean cinco Regimientos de Infantería, orgánicos de cada una de las Regiones Militares dependientes de la Inspección General del Ejército. El decreto del Poder Ejecutivo, firmado por el entonces Presidente de la República, General Alfredo Baldomir y su Ministro de Defensa Nacional, General de División Alfredo Campos establecía que el Regimiento de Infantería Nº 5 estaría constituido por los Batallones de Infantería Nº 13 (hasta ese momento Bn.I.Nº 4), Nº 14 (hasta ese momento Bn.I.Nº 5) y Nº 15 (hasta ese momento Bn.I.Nº 7). Asimismo ese decreto establecía que el acervo histórico de los Cuerpos se conservara en las mismas unidades que lo poseían en ese momento, aún con el cambio de numeración.
En febrero de 1946, en razón de la reorganización que experimenta el Arma de Infantería, se disuelven los Batallones de Infantería 13 y 14 y se dispone que el Batallón de Infantería Nº 15 adopte el Nº 13. Queda así de hecho disuelto el Regimiento de Infantería Nº 5, y el Batallón de Infantería Nº 13 pasa a depender directamente del Director del Servicio de Material y Armamento. A fines de febrero de 1949 la Unidad se traslada a su nueva sede, sita en el cuartel de la Avenida de las Instrucciones Nº 1933, pasando a ocupar instalaciones contiguas al Servicio de Material y Armamento. No obstante ello, hasta 1966 todavía mantenía un destacamento en las oficinas y talleres del S.M.A., en la Avenida 8 de Octubre. En agosto de 1950, el Batallón pasa a formar parte de la Reserva General, con dependencia directa de la Inspección General del Ejército En mayo de 1952, se disuelve la Reserva General, disponiéndose pocos días después que las Unidades dependientes de la misma pasaran a depender directamente de la Inspección General del Ejército.

### La llegada del tanque
En 1958, se reciben los Tanques Livianos M24 Chaffee y por la información recibida se trataba de tanques nuevos; de acuerdo a los que estaba registrado en los historiales, sólo se había realizado con ellos tiros de prueba. Su arribo modificó sustancialmente la misión y la actividad de la Unidad. El empleo del blindado marca una etapa claramente diferente de su historial, hasta entonces el propio de una Unidad clásica de Infantería. Hasta el arribo del material checo en la forma de los OT-64, será la única con experiencia en el manejo de vehículos blindados de combate.
En 1972, considerando la falta de elementos de maniobra a pie, necesarios para hacer un adecuado empleo de los medios, se organiza la nueva Compañía de Fusileros, remontando los efectivos a 530. El 18 de mayo, en una acción del Movimiento de Liberación Nacional - Tupamaros entre cuyos integrantes que se destacaba el teniente coronel José Nino Gavazzo, los soldados del batallón Saúl Correa, Osiris Núñez, Gaudencio Núñez y Jesús Ferreira son asesinados dentro de un jeep mientras estaban de custodia en la casa del entonces Comandante en Jefe del Ejército, General Florencio Gravina. 
En 1973, recibe su denominación actual, "Batallón de Infantería Blindado Nº 13" y para 1979, producto de una nueva reorganización del Ejército, la Unidad se integra a la Brigada de Infantería Nº 5 para de esta forma integrar la Reserva estratégica del Ejército dependiente del Comando General del Ejército. La Compañía de Transporte, que funcionaba en el batallón, pasa al Batallón de Infantería Nº 15.

### Cóndor y VCI

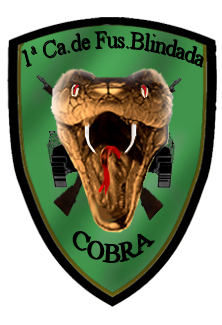
Escudo de la Compañía de Fusileros Blindada "COBRA"

En mayo de 1981 se creó la Compañía de Fusileros Blindada sobre la base de la Compañía de Fusileros de la Unidad, siendo su primer comandante el capitán Washington Sosa.En agosto de ese mismo año arriba el primer vehículo de un total de 17 vehículos blindados de transporte de personal “RPZ 4X4 Cóndor”, los cuales fueron asignados a la Compañía de Fusileros, alcanzando de esta manera a tener todos sus componentes blindados, a pesar de que estos últimos tuvieran la limitación de ser a rueda. Ese mismo año, pasa a utilizarse la boina verde de la Infantería Blindada. También el grupo de Misil Milán, pasa a formar parte de dicha Compañía.
En 1995, pasa a ser sede del Centro de Instrucción de Infantería hasta 1999, cuando este Centro pasa a depender de la Brigada de Infantería Nº 5.
En 1996, siendo Jefe el teniente coronel Ney Irigoyen, comienzan a recibirse los VCI M-1 (Vehículos de Combate de Infantería Modelo 1) provenientes de la República Checa, que son asignados a la Compañía de Fusileros Blindada. En lo que respecta a las Misiones de Paz, la Unidad ha participado con personal, equipo e instalaciones para cada una de ellas, destacándose especialmente las misiones en el Sinaí, Camboya, Mozambique, Angola, Chipre, Congo y Haití.
En el año 2013 su sede es trasladada a la ciudad de Durazno por Orden del Comando General del Ejército, y en el marco de una readecuación de los medios del Ejército, el Batallón de Infantería Blindado Nº 13 dejó su sede histórica de la Avenida de las Instrucciones en Montevideo, actualmente allí funciona el Servicio de Transporte del Ejército. El mismo trasladó su cuartel al denominado  Cuartel del Yí, en la Ciudad de Durazno, y a partir del 1 de marzo de 2013 pasar a integrar la Brigada Blindada, creada por la transformación de la Brigada de Infantería Nº 5.
Así quedó constituida el Área Militar de ciudad de Durazno, con el Comando de la Brigada Blindada, el Batallón de Infantería Blindado N° 13 y el Regimiento “Tte. Gral. Pablo Galarza” de Caballería Blindado Nº 2. Además, la Brigada Blindada está integrada por el Batallón de Infantería Mecanizado Nº 15 y el Batallón "Sarandí" de Ingenieros de Combate Nº 2, que ocupan el Área Militar de ciudad de Florida.
En noviembre de 2018, los históricos tanques M24 fueron sustituidos por tanques M41, donados por el Ejército Brasileño.